# Kropfband

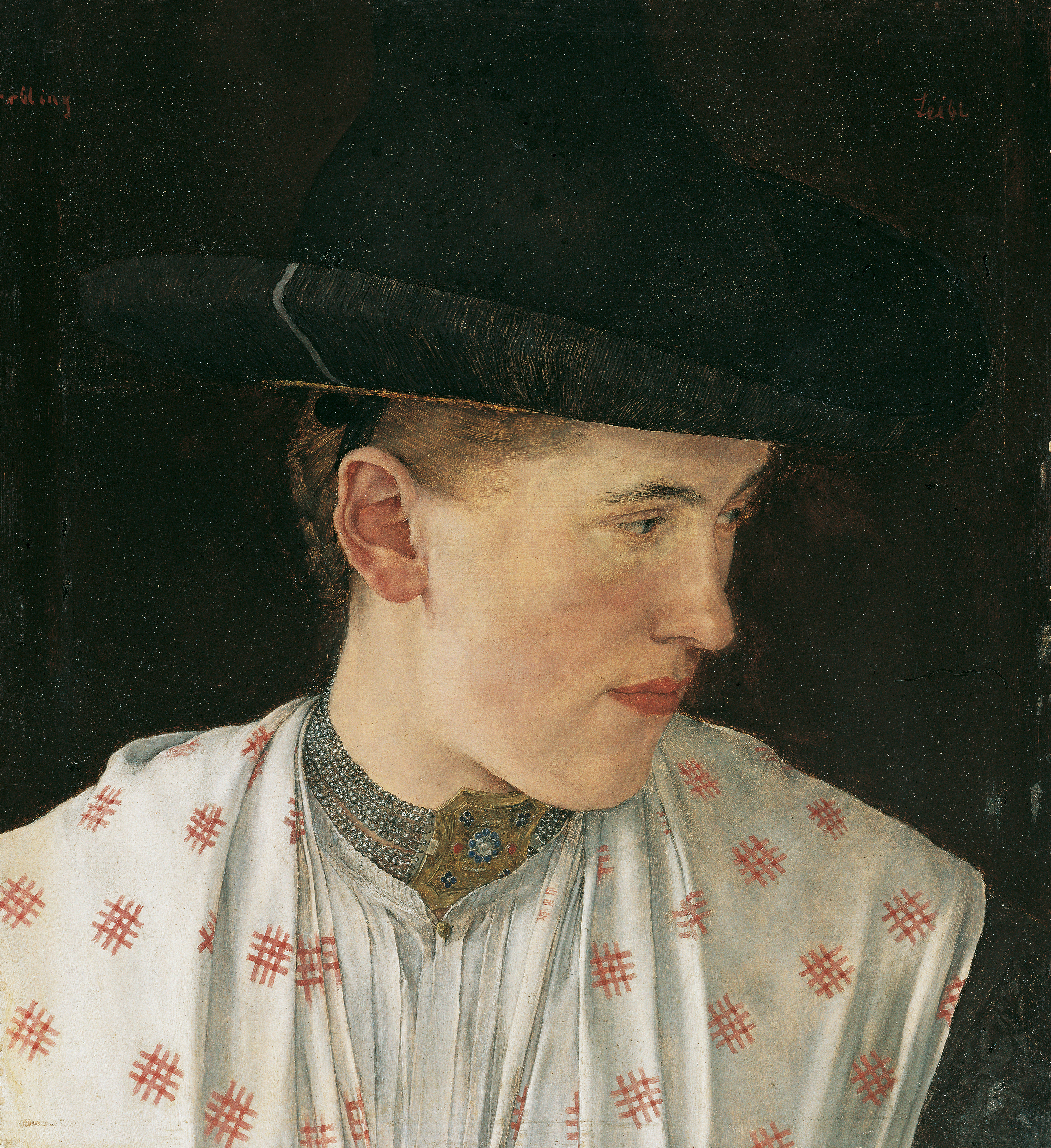
Wilhelm Leibl: Kopf eines Bauernmädchens mit Kropfband, um 1880

Ein Kropfband ist als Schmuckstück Teil der bayerischen und österreichischen Tracht. Es zeichnet sich durch besondere Breite aus und wird eng am Hals anliegend getragen.
Seinen Ursprung soll das Kropfband im Salzburger Land haben. Der dortige Jodmangel führte seit Jahrhunderten gehäuft zur Vergrößerung der Schilddrüse, dem sogenannten Kropf (Struma). Mindestens seit dem 19. Jahrhundert wurden von den Frauen zu festlichen Anlässen Kropfbänder getragen, die entweder den Kropf selbst oder aber die Narben nach einer Kropf-Operation verdecken sollten.
Eine einfache Variante besteht aus einem mehrere Zentimeter breiten Samtband, das mit Perlen, Schmucksteinen oder Stickereien verziert ist. Die reichen Salzburgerinnen trugen schon die luxuriösere Ausführung, bei der viele dünne Gold- oder Silberkettchen mit Stegen verbunden sind, um ein Verdrehen oder Verheddern zu verhindern. In der Mitte findet sich im vorderen Halsbereich ein aufwändig gefertigtes Mittelstück. Dieses ist oft reich ornamentiert und zusätzlich mit Edel- und Halbedelsteinen besetzt. Unabhängig vom ursprünglichen Verwendungszweck ist das Kropfband Bestandteil verschiedener regionaler Trachten geworden.

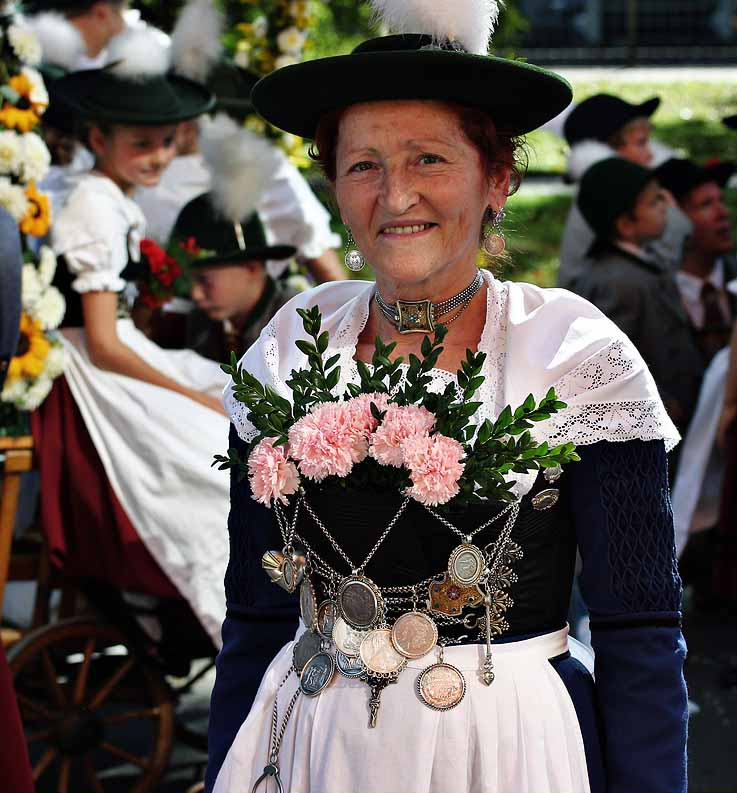
Frau in Miesbacher Tracht mit Kropfband
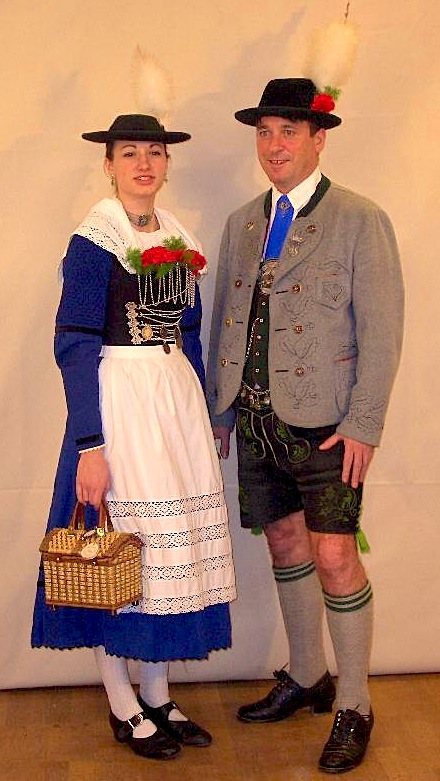
Paar in Miesbacher Tracht; sie trägt ein Kropfband

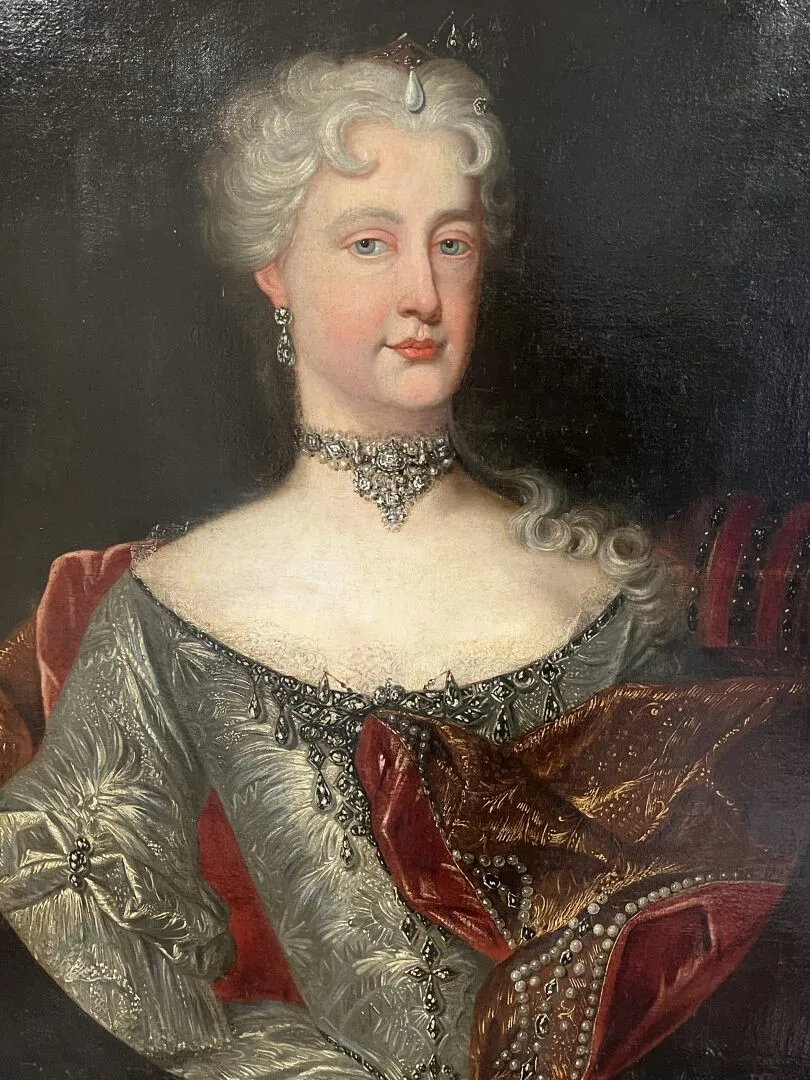
Maria Theresia von Österreich, ohne Datum.